# Groß Nemerow
Groß Nemerow är en kommun och ort i Landkreis Mecklenburgische Seenplatte i förbundslandet Mecklenburg-Vorpommern i Tyskland.
Kommunen ingår i kommunalförbundet Amt Stargarder Land tillsammans med kommunerna Burg Stargard, Cölpin, Holldorf, Lindetal och Pragsdorf.